# Le Bon Roi Dagobert (film, 1911)
Pour les articles homonymes, voir Le Bon Roi Dagobert (homonymie).
Pour plus de détails, voir Fiche technique et Distribution.
Le Bon Roi Dagobert est un film muet français réalisé par Georges Monca, sorti en 1911.

## Synopsis
La légende du Roi Dagobert... 

## Fiche technique
- Titre : Le Bon Roi Dagobert
- Réalisation : Georges Monca
- Scénario :
- Photographie :
- Montage :
- Société de production : Société cinématographique des auteurs et gens de lettres (S.C.A.G.L)
- Société de distribution : Pathé Frères
- Pays d'origine :  France
- Langue : film muet avec les intertitres en français
- Métrage : 155 mètres
- Format : Noir et blanc — 35 mm — 1,33:1 — Muet
- Genre :  Comédie
- Durée : 5 minutes
- Dates de sortie : 
  -  France : 11 août 1911

## Distribution
- Charles Prince : Le roi Dagobert
- Germaine Reuver
- Paul Landrin
- Gabrielle Chalon
- Gabrielle Lange